# Бетиньш, Карлис Карлович
Карлис Карлович Бетиньш (также Карл Карлович Бетинь, латыш. Kārlis Bētiņš, нем. Carl Behting; 27 октября 1867, хутор Бетини, ныне Добельский край Латвии — 28 марта 1943, Рига) — латышский шахматист и шахматный композитор, составитель шахматных композиций, руководитель латвийского шахматного союза (1931—1932) и общество латвийских проблемистов (1931—1943). Шахматный теоретик и литератор; исследователь латышского гамбита, издатель (совместно с П. Керковиусом) альманаха «Baltische Schachblätter» (1902—1910), редактор шахматных отделов ряда рижских газет и журналов. Брат Яниса Бетиньша, тоже известного шахматиста и шахматного композитора, совместно с которым издал в Риге сборник «Шахматные задачи и этюды» (1930, на латышском языке). Интересно отметить, что, в отличие от В. и М. Платовых, общих произведений у братьев нет.
Внёс наибольший вклад в развитие шахмат в Латвии. За победу во 2-м конгрессе Прибалтийского шахматного союза (1901) удостоен звания мастера. Неоднократный победитель турниров Рижского шахматного общества, 3-й призёр 1-го Латвийского шахматного конгресса (Рига, 1924). Постоянно возглавлял команду рижских шахматистов в игре по переписке против шахматистов других городов. Известен как организатор и арбитр многих региональных и международных шахматных соревнований.

## Этюды
|   | a | b | c | d | e | f | g | h |   |
| - | --- | --- | --- | --- | --- | --- | --- | --- | - |
| 8 | h6 чёрная пешка · d5 белый король · e5 белый конь · f5 белый конь · h5 чёрный король · c4 чёрная пешка · h4 чёрная пешка · d2 белая пешка · g2 чёрная пешка | h6 чёрная пешка · d5 белый король · e5 белый конь · f5 белый конь · h5 чёрный король · c4 чёрная пешка · h4 чёрная пешка · d2 белая пешка · g2 чёрная пешка | h6 чёрная пешка · d5 белый король · e5 белый конь · f5 белый конь · h5 чёрный король · c4 чёрная пешка · h4 чёрная пешка · d2 белая пешка · g2 чёрная пешка | h6 чёрная пешка · d5 белый король · e5 белый конь · f5 белый конь · h5 чёрный король · c4 чёрная пешка · h4 чёрная пешка · d2 белая пешка · g2 чёрная пешка | h6 чёрная пешка · d5 белый король · e5 белый конь · f5 белый конь · h5 чёрный король · c4 чёрная пешка · h4 чёрная пешка · d2 белая пешка · g2 чёрная пешка | h6 чёрная пешка · d5 белый король · e5 белый конь · f5 белый конь · h5 чёрный король · c4 чёрная пешка · h4 чёрная пешка · d2 белая пешка · g2 чёрная пешка | h6 чёрная пешка · d5 белый король · e5 белый конь · f5 белый конь · h5 чёрный король · c4 чёрная пешка · h4 чёрная пешка · d2 белая пешка · g2 чёрная пешка | h6 чёрная пешка · d5 белый король · e5 белый конь · f5 белый конь · h5 чёрный король · c4 чёрная пешка · h4 чёрная пешка · d2 белая пешка · g2 чёрная пешка | 8 |
| 7 | h6 чёрная пешка · d5 белый король · e5 белый конь · f5 белый конь · h5 чёрный король · c4 чёрная пешка · h4 чёрная пешка · d2 белая пешка · g2 чёрная пешка | h6 чёрная пешка · d5 белый король · e5 белый конь · f5 белый конь · h5 чёрный король · c4 чёрная пешка · h4 чёрная пешка · d2 белая пешка · g2 чёрная пешка | h6 чёрная пешка · d5 белый король · e5 белый конь · f5 белый конь · h5 чёрный король · c4 чёрная пешка · h4 чёрная пешка · d2 белая пешка · g2 чёрная пешка | h6 чёрная пешка · d5 белый король · e5 белый конь · f5 белый конь · h5 чёрный король · c4 чёрная пешка · h4 чёрная пешка · d2 белая пешка · g2 чёрная пешка | h6 чёрная пешка · d5 белый король · e5 белый конь · f5 белый конь · h5 чёрный король · c4 чёрная пешка · h4 чёрная пешка · d2 белая пешка · g2 чёрная пешка | h6 чёрная пешка · d5 белый король · e5 белый конь · f5 белый конь · h5 чёрный король · c4 чёрная пешка · h4 чёрная пешка · d2 белая пешка · g2 чёрная пешка | h6 чёрная пешка · d5 белый король · e5 белый конь · f5 белый конь · h5 чёрный король · c4 чёрная пешка · h4 чёрная пешка · d2 белая пешка · g2 чёрная пешка | h6 чёрная пешка · d5 белый король · e5 белый конь · f5 белый конь · h5 чёрный король · c4 чёрная пешка · h4 чёрная пешка · d2 белая пешка · g2 чёрная пешка | 7 |
| 6 | h6 чёрная пешка · d5 белый король · e5 белый конь · f5 белый конь · h5 чёрный король · c4 чёрная пешка · h4 чёрная пешка · d2 белая пешка · g2 чёрная пешка | h6 чёрная пешка · d5 белый король · e5 белый конь · f5 белый конь · h5 чёрный король · c4 чёрная пешка · h4 чёрная пешка · d2 белая пешка · g2 чёрная пешка | h6 чёрная пешка · d5 белый король · e5 белый конь · f5 белый конь · h5 чёрный король · c4 чёрная пешка · h4 чёрная пешка · d2 белая пешка · g2 чёрная пешка | h6 чёрная пешка · d5 белый король · e5 белый конь · f5 белый конь · h5 чёрный король · c4 чёрная пешка · h4 чёрная пешка · d2 белая пешка · g2 чёрная пешка | h6 чёрная пешка · d5 белый король · e5 белый конь · f5 белый конь · h5 чёрный король · c4 чёрная пешка · h4 чёрная пешка · d2 белая пешка · g2 чёрная пешка | h6 чёрная пешка · d5 белый король · e5 белый конь · f5 белый конь · h5 чёрный король · c4 чёрная пешка · h4 чёрная пешка · d2 белая пешка · g2 чёрная пешка | h6 чёрная пешка · d5 белый король · e5 белый конь · f5 белый конь · h5 чёрный король · c4 чёрная пешка · h4 чёрная пешка · d2 белая пешка · g2 чёрная пешка | h6 чёрная пешка · d5 белый король · e5 белый конь · f5 белый конь · h5 чёрный король · c4 чёрная пешка · h4 чёрная пешка · d2 белая пешка · g2 чёрная пешка | 6 |
| 5 | h6 чёрная пешка · d5 белый король · e5 белый конь · f5 белый конь · h5 чёрный король · c4 чёрная пешка · h4 чёрная пешка · d2 белая пешка · g2 чёрная пешка | h6 чёрная пешка · d5 белый король · e5 белый конь · f5 белый конь · h5 чёрный король · c4 чёрная пешка · h4 чёрная пешка · d2 белая пешка · g2 чёрная пешка | h6 чёрная пешка · d5 белый король · e5 белый конь · f5 белый конь · h5 чёрный король · c4 чёрная пешка · h4 чёрная пешка · d2 белая пешка · g2 чёрная пешка | h6 чёрная пешка · d5 белый король · e5 белый конь · f5 белый конь · h5 чёрный король · c4 чёрная пешка · h4 чёрная пешка · d2 белая пешка · g2 чёрная пешка | h6 чёрная пешка · d5 белый король · e5 белый конь · f5 белый конь · h5 чёрный король · c4 чёрная пешка · h4 чёрная пешка · d2 белая пешка · g2 чёрная пешка | h6 чёрная пешка · d5 белый король · e5 белый конь · f5 белый конь · h5 чёрный король · c4 чёрная пешка · h4 чёрная пешка · d2 белая пешка · g2 чёрная пешка | h6 чёрная пешка · d5 белый король · e5 белый конь · f5 белый конь · h5 чёрный король · c4 чёрная пешка · h4 чёрная пешка · d2 белая пешка · g2 чёрная пешка | h6 чёрная пешка · d5 белый король · e5 белый конь · f5 белый конь · h5 чёрный король · c4 чёрная пешка · h4 чёрная пешка · d2 белая пешка · g2 чёрная пешка | 5 |
| 4 | h6 чёрная пешка · d5 белый король · e5 белый конь · f5 белый конь · h5 чёрный король · c4 чёрная пешка · h4 чёрная пешка · d2 белая пешка · g2 чёрная пешка | h6 чёрная пешка · d5 белый король · e5 белый конь · f5 белый конь · h5 чёрный король · c4 чёрная пешка · h4 чёрная пешка · d2 белая пешка · g2 чёрная пешка | h6 чёрная пешка · d5 белый король · e5 белый конь · f5 белый конь · h5 чёрный король · c4 чёрная пешка · h4 чёрная пешка · d2 белая пешка · g2 чёрная пешка | h6 чёрная пешка · d5 белый король · e5 белый конь · f5 белый конь · h5 чёрный король · c4 чёрная пешка · h4 чёрная пешка · d2 белая пешка · g2 чёрная пешка | h6 чёрная пешка · d5 белый король · e5 белый конь · f5 белый конь · h5 чёрный король · c4 чёрная пешка · h4 чёрная пешка · d2 белая пешка · g2 чёрная пешка | h6 чёрная пешка · d5 белый король · e5 белый конь · f5 белый конь · h5 чёрный король · c4 чёрная пешка · h4 чёрная пешка · d2 белая пешка · g2 чёрная пешка | h6 чёрная пешка · d5 белый король · e5 белый конь · f5 белый конь · h5 чёрный король · c4 чёрная пешка · h4 чёрная пешка · d2 белая пешка · g2 чёрная пешка | h6 чёрная пешка · d5 белый король · e5 белый конь · f5 белый конь · h5 чёрный король · c4 чёрная пешка · h4 чёрная пешка · d2 белая пешка · g2 чёрная пешка | 4 |
| 3 | h6 чёрная пешка · d5 белый король · e5 белый конь · f5 белый конь · h5 чёрный король · c4 чёрная пешка · h4 чёрная пешка · d2 белая пешка · g2 чёрная пешка | h6 чёрная пешка · d5 белый король · e5 белый конь · f5 белый конь · h5 чёрный король · c4 чёрная пешка · h4 чёрная пешка · d2 белая пешка · g2 чёрная пешка | h6 чёрная пешка · d5 белый король · e5 белый конь · f5 белый конь · h5 чёрный король · c4 чёрная пешка · h4 чёрная пешка · d2 белая пешка · g2 чёрная пешка | h6 чёрная пешка · d5 белый король · e5 белый конь · f5 белый конь · h5 чёрный король · c4 чёрная пешка · h4 чёрная пешка · d2 белая пешка · g2 чёрная пешка | h6 чёрная пешка · d5 белый король · e5 белый конь · f5 белый конь · h5 чёрный король · c4 чёрная пешка · h4 чёрная пешка · d2 белая пешка · g2 чёрная пешка | h6 чёрная пешка · d5 белый король · e5 белый конь · f5 белый конь · h5 чёрный король · c4 чёрная пешка · h4 чёрная пешка · d2 белая пешка · g2 чёрная пешка | h6 чёрная пешка · d5 белый король · e5 белый конь · f5 белый конь · h5 чёрный король · c4 чёрная пешка · h4 чёрная пешка · d2 белая пешка · g2 чёрная пешка | h6 чёрная пешка · d5 белый король · e5 белый конь · f5 белый конь · h5 чёрный король · c4 чёрная пешка · h4 чёрная пешка · d2 белая пешка · g2 чёрная пешка | 3 |
| 2 | h6 чёрная пешка · d5 белый король · e5 белый конь · f5 белый конь · h5 чёрный король · c4 чёрная пешка · h4 чёрная пешка · d2 белая пешка · g2 чёрная пешка | h6 чёрная пешка · d5 белый король · e5 белый конь · f5 белый конь · h5 чёрный король · c4 чёрная пешка · h4 чёрная пешка · d2 белая пешка · g2 чёрная пешка | h6 чёрная пешка · d5 белый король · e5 белый конь · f5 белый конь · h5 чёрный король · c4 чёрная пешка · h4 чёрная пешка · d2 белая пешка · g2 чёрная пешка | h6 чёрная пешка · d5 белый король · e5 белый конь · f5 белый конь · h5 чёрный король · c4 чёрная пешка · h4 чёрная пешка · d2 белая пешка · g2 чёрная пешка | h6 чёрная пешка · d5 белый король · e5 белый конь · f5 белый конь · h5 чёрный король · c4 чёрная пешка · h4 чёрная пешка · d2 белая пешка · g2 чёрная пешка | h6 чёрная пешка · d5 белый король · e5 белый конь · f5 белый конь · h5 чёрный король · c4 чёрная пешка · h4 чёрная пешка · d2 белая пешка · g2 чёрная пешка | h6 чёрная пешка · d5 белый король · e5 белый конь · f5 белый конь · h5 чёрный король · c4 чёрная пешка · h4 чёрная пешка · d2 белая пешка · g2 чёрная пешка | h6 чёрная пешка · d5 белый король · e5 белый конь · f5 белый конь · h5 чёрный король · c4 чёрная пешка · h4 чёрная пешка · d2 белая пешка · g2 чёрная пешка | 2 |
| 1 | h6 чёрная пешка · d5 белый король · e5 белый конь · f5 белый конь · h5 чёрный король · c4 чёрная пешка · h4 чёрная пешка · d2 белая пешка · g2 чёрная пешка | h6 чёрная пешка · d5 белый король · e5 белый конь · f5 белый конь · h5 чёрный король · c4 чёрная пешка · h4 чёрная пешка · d2 белая пешка · g2 чёрная пешка | h6 чёрная пешка · d5 белый король · e5 белый конь · f5 белый конь · h5 чёрный король · c4 чёрная пешка · h4 чёрная пешка · d2 белая пешка · g2 чёрная пешка | h6 чёрная пешка · d5 белый король · e5 белый конь · f5 белый конь · h5 чёрный король · c4 чёрная пешка · h4 чёрная пешка · d2 белая пешка · g2 чёрная пешка | h6 чёрная пешка · d5 белый король · e5 белый конь · f5 белый конь · h5 чёрный король · c4 чёрная пешка · h4 чёрная пешка · d2 белая пешка · g2 чёрная пешка | h6 чёрная пешка · d5 белый король · e5 белый конь · f5 белый конь · h5 чёрный король · c4 чёрная пешка · h4 чёрная пешка · d2 белая пешка · g2 чёрная пешка | h6 чёрная пешка · d5 белый король · e5 белый конь · f5 белый конь · h5 чёрный король · c4 чёрная пешка · h4 чёрная пешка · d2 белая пешка · g2 чёрная пешка | h6 чёрная пешка · d5 белый король · e5 белый конь · f5 белый конь · h5 чёрный король · c4 чёрная пешка · h4 чёрная пешка · d2 белая пешка · g2 чёрная пешка | 1 |
|   | a | b | c | d | e | f | g | h |   |

1.Крc6!! g1Ф (1. … h3 2.Кg3+ Kph4 3.Кe2 h2 4.Кf3+ Крh3 5.К:h2 Кр: h2 6.Крc5)

2.К:h4! Фh1!+

3.Кhf3! Ничья.